# Bad Piggies
Bad Piggies (укр. Погані поросята) — гра-головоломка, розроблена фінською компанією Rovio Entertainment, спін-оф гри Angry Birds. 27 вересня 2012 гра вийшла для Mac, iOS, Android, і Windows, пізніше вийшла для Windows Phone.

## Ігровий процес
Рівні починаються із спорудження літального апарата або хитромудрої машини з підручних матеріалів. Згідно з твердженням авторів, можливо створити більше кількох тисяч різних конструкцій. Деякі з них виглядають абсолютно абсурдно і свідомо не реалістичні. Завдання — провести свиню до фінішу (В епізоді Flight in the night потрібно довезти і яйце, а в першій частині Tusk'til Dawn гарбуз із солодощами.), Виконавши при цьому два додаткових завдання, які можуть бути наступними:
- пройти рівень, вклавшись у певний час;
- зібрати на мапі коробки з бонусними зірками;
- пройти рівень без використання вказаної деталі;
- доставити свиню до фінішу, не пошкодивши транспортний засіб;
- доставити до фінішу Короля Свиней.

За проходження рівня гравець нагороджується зіркою, ще дві зірки можна отримати, виконавши обидва завдання рівня. Деякі рівні неможливо пройти на три зірки за один раз, буде потрібно кілька спроб. Також під час проходження можна збирати черепа, які відкривають бонусний рівень. Є режим «Пісочниця» (Sand-Box), де дається велика кількість деталей і треба збирати коробки з зірками (20 штук), є платний рівень — там ще більше деталей і треба зібрати 40 зірок, також сорок зірок є в пісочниці «Little Pig Adventure» (маленька подорож свині). В основному, пісочниці потрібні для побудови і випробування своїх цікавих конструкцій. Є ще один режим — Road Hogs, де також багато деталей, але тут все залежить від часу: чим швидше приїхати, тим краще.
У грі є Свиня-механік — додаткова допомога, збирає засіб, що дозволяє свині дістатися до фінішу. Опція платна, купується за 0,99 $ і, як Могутній орел в інших іграх серії, назавжди.

### Пристосування
- Дерев'яний ящик — звичайний ящик, в який можна посадити свиню, двигун або динаміт. Якщо свиня випала з пристрою то при зустрічі з дерев'яним ящиком- просто котиться мимо.
- Дерев'яне колесо — найперше колесо. Має широку основу і тому може легко відірватися.
- Металевий ящик — більш міцний ящик, однак і більш важкий. Якщо свиня випала з пристрою то при зустрічі з металевим ящиком зачіпаючи його паузу.
- Міхи — дають поштовх при натисканні.
- Вентилятор — рівномірний постійне штовхання. Натискання — вкл. — Викл.
- Двигун — їх три види: слабкий, середній і потужний. Підсилюють пристосування і дозволяють запустити їх одночасно. Середній по вазі дорівнює свині.
- Рушійне колесо — штовхає машину вправо.
- Металеве колесо — аналог дерев'яного колеса але міцніше.
- Шасі — найменше колесо. Потрібне для розгону свинольота.
- Пляшка з колою — слабкий реактивний двигун, зі Спрайтом трохи сильніше.
- Динаміт — вибухає, може запустити іншу частину конструкції від себе. Небезпечний при трясці.
- Ракета (синя) — потужний реактивний двигун, червона — найсильніший двигун в грі.
- Пружина — еластична, скріплює різні частини конструкції, пом'якшує удар.
- Мотузка — скріплює ящики, може порватися.
- Гвинт — тягне вперед, в основному для літаків.
- Пропелер — створює сильну тягу.
- Дерев'яний хвіст — легкий, але неміцний хвіст літака.
- Дерев'яні крила — неміцні, але легкі.
- Металевий хвіст — міцний, але важкий.
- Металеві крила — міцні, але важкі.
- Парасолька — підходить як для пересування, так і як парашут (якщо розкрити).
- Автоматична парасолька — при ввімкненні починає відкриватися-закриватися, що дає тягу вперед. Також має функцію парашута.
- Повітряні кульки (в зв'язках 1, 2 або 3 кульки) — служать як полегшення конструкції і підняття її вгору.
- Мішечки з піском (в зв'язках 1, 2 або 3 мішечка) — баласт, який можна скидати.
- Колесо з присосками — причіпляється до підлоги і дозволяє їздити по стінах. Можна відразу причепити до стіни.
- Ящик з боксерською рукавичкою — робить потужний поштовх. Можна відштовхнутися від стіни або підкинути засіб вгору.
- Пістолет з присоскою — вистрілює присоскою з волосінню і, якщо потрапить в стіну, притягається ближче до неї. Також за допомогою вантуза можна збирати зірки і торти.
- Відокремлювач — схожий на ящик, але відчіплює всі об'єкти, які причеплені до нього. Поки є тільки в Field of Dreams і, Little Pig Adventure.
- Реверс (коробка передач) — з'являється в Little Pig Adventure. При активації свиномобіль починає їхати в протилежну сторону.

### Бонусні активатори
Посилення, що полегшують проходження рівня. Після перезапуску рівня перестають діяти. Платні, але можна отримати безкоштовно, якщо збирати на рівнях їжу, чи отримувати їх за проходження рівнів і годувати солодощами короля. Іноді король буде плюватися, або сміттям, або бонусними активаторами. Якщо зібрати дуже багато тортів і нагодувати ними короля, то можна серйозно полегшити проходження рівнів. Наприклад, вам необхідно пройти рівень, який треба пройти без використання червоної ракети, але без неї не можна взяти коробку з зіркою, але ви знаєте, яке транспортний засіб вам потрібно. Використовуючи турбо заряд, ви зможете пройти рівень без використання ракети, якщо, звичайно на рівні взагалі доступні двигуни.
- Супер Клей — при використанні всі деталі міцно склеюються, і конструкція стає нерозламною.
- Магніт — при використанні свиня стає магнітною, і в певному радіусі до неї притягуються коробки з зірками і їжа для Короля.
- Турбо Заряд — всі двигуни стають в 2 рази потужнішими. Не працює на рівнях, де в деталях його немає.
- Свин-Супер Механік — поліпшена версія звичайного механіка: збирається конструкція, здатна пройти рівень на 3 зірки (якщо рівень не можна пройти на 3 зірки з одного разу, то пропонується 2 варіанти складання транспортного засобу). Не працює на рівнях, де є умова «Не пошкодити конструкцію» і в пісочниці. Після використання на рівні, можна на цьому рівні скільки завгодно користуватися Супер Механіком. На деяких рівнях, якщо використовувати Супер Механіка, можна виявити, що можливі два варіанти побудови машини. Але нерідко можна пройти рівень, використовуючи тільки одну машину. Однак, це часто залежить від майстерності гравця.

## Сюжет
Свині малюють план на карті як добути яйця птахів з Angry Birds. Але одна свиня випадково вмикає вентилятор, план затягує в нього і розриває, розкидавши клапті по всьому острову. Свиням доводиться збирати його по шматочках.
Наприкінці першої частини гри їм вдається зібрати план. На початку другої частини свині знаходять яйця за допомогою підзорної труби і складають новий план вже на ящику, а папір прибирають в бік. Але цим ящиком виявляється ящик з динамітом і вибухає. У результаті свиням доводиться шукати всі шматки, а після знаходження вони нарешті вивчають план. Але вони помічають, що яйця були намальовані на зовнішній лінзі телескопа, і що це — жарт Синіх птахів — Джея, Джейка і Джима. У третій частині свиням все ж вдається заволодіти яйцями птахів, і тепер всю місію треба їх доставити. Наприкінці гри свині дізнаються, що «яйця» — це камені, пофарбовані в білий колір, і що це знову жарт Синіх птахів (невідомо, коли і за яких обставин яйця підмінили).
Наявна і частина, не пов'язана з яйцями. За сюжетом свиням нічого їсти, але вони бачать, що Свин-Кухар приготував шоколадний торт. Однак згодом з'ясовується, що він призначений для короля Свина. У цій частині з'явилися 3 нових пристрої. На закінчення свині добираються до короля і дарують йому торт. У Хеллоуїнському епізоді свин об'їдається цукерками і засинає, гра відбувається уві сні, потім він пробуджується і бачить, як свині-зомбі крадуть його цукерки. Свин кидає в них гарбуз-кошик, але він відскакує назад, і свин знову занурюється в сон. Наприкінці свиня прокидається, і виявляється, що це все їй наснилося.

## Епізоди
Наразі в грі Bad Piggies налічується шість сюжетних епізодів і зо два не сюжетних (додаткових).

## Цікаві факти
- У Angry Birds 3.0.0 є епізод під назвою Bad Piggies. Рівні зроблені в стилі гри Bad Piggies.
- У головному меню на апараті, на якому пересуваються свині, можна натиснути на деталі і вони запрацюють.
- В епізоді Flight in the Night на деяких рівнях можна побачити сплячих птахів. Після оновлення в лютому 2013 року, якщо птахів розбудити, то вони будуть стріляти в свиню. Також вони є і в епізоді Tusk 'til Dawn.
- Це перша гра, в якій з'явився свин Шеф-кухар (У ролику епізоду Rise and Swine і в замку, коли Король їсть).
- В епізоді Flight in the Night фініш майже у всіх рівнях розташований в кущах.
- У Свині в трейлері машина складається з одного дерев'яного куба, але на екрані завантаження є і ящик TNT.